# Juan Luis Sanfuentes
Juan Luis Sanfuentes Andonaegui (ur. 27 grudnia 1858 w Santiago, zm. 16 lipca 1930 tamże) – prezydent Chile w latach 1915–1920. Był synem pisarza i polityka Salvadora Sanfuentesa Torresa i Matilde Andonaegui.